# Stan Valckx
Stanislaus Henricus Christina Valckx, dit Stan Valckx, né le 20 octobre 1963 à Arcen aux Pays-Bas, est un ancien footballeur néerlandais.
Défenseur du PSV Eindhoven (1988-1992), du Sporting Portugal (1992-1995) et du PSV Eindhoven (1995-2000), Valckx a joué 20 rencontres avec les Pays-Bas entre 1990 et 1996. 

Il faisait partie des 22 sélectionnés néerlandais lors de la coupe du monde 1994.
Il est aujourd'hui directeur technique du VVV Venlo aux Pays-Bas.

## Palmarès

### En club
- Champion des Pays-Bas en 1989, en 1991, en 1992, en 1997 et en 2000 avec le PSV Eindhoven
- Vainqueur de la Coupe des Pays-Bas en 1989, en 1990 et en 1996 avec le PSV Eindhoven
- Vainqueur de la Coupe du Portugal en 1995 avec le Sporting Portugal
- Vainqueur de la Supercoupe des Pays-Bas en 1996, en 1997 et en 1998 avec le PSV Eindhoven

### EnÉquipe des Pays-Bas
- 20 sélections entre 1990 et 1996
- Participation à la Coupe du Monde en 1994 (1/4 de finaliste)